# Lovas Antal (atléta)
Lovas Antal (Kecskemét, 1884. december 20. – Budapest, 1970. március 1.) hosszútávfutó, olimpikon. Az 1908-as és az 1924-es nyári olimpián vett részt.

## Élete
1908-ban nyerte meg első három mérföldes bajnoki címét az MTK színeiben. A 20. század elején több országos bajnokságot nyert, 2 mérföldtől a maratonig terjedő távfutáson.
1908-ban a londoni olimpián, 16 évvel később pedig Párizsban indult, ahol a 28. helyen végzett a maratonon.
1931. nyarán elhatározta, hogy a Bécs–Budapest közötti távfutással csinál reklámot a bicsérdista életmódnak. A két város közötti távot 34 óra 45 perc alatt teljesítette. Sikerét az életmódjának tulajdonította. 
Később hosszú évekig élt az Egyesült Államokban, ahol gyakran a New York-i Irish-American Athletic Club színeiben futott. 66 éves korában könnyedén lefutotta a szegedi maratont, 33 °C-os melegben.